# موش درختی غول‌پیکر ورهوفن
موش درختی غول‌پیکر ورهوفن (نام علمی: Papagomys theodorverhoeveni) نام یک گونه منقرض‌شده از زیرخانواده نیاموشان است.